# Croire qu’un jour...
Albums de Art Mengo
Live au Mandala La vie de château
Croire qu'un jour… est le quatrième album studio d'Art Mengo, sorti en 1998.

## Titres
1. Murmure de coquillage
2. Qu'est-ce que je peux savoir ?
3. Le pont des pies
4. Faudrait jamais s'aimer
5. Je t'aime d'amour madame
6. Sentiments usés
7. Le doute
8. Je suis heureux
9. Le chef de gare
10. Un petit peu de moi
11. Il y aura des fleurs